# Smardzew (województwo śląskie)
Smardzew – osada w Polsce położona w województwie śląskim, w powiecie częstochowskim, w gminie Kłomnice.